# Glen Ridge (New Jersey)
Pour les articles homonymes, voir Glen Ridge.
Glen Ridge est un borough du Comté d'Essex situé dans l'État du New Jersey aux États-Unis. D'après le recensement de 2010, il compte 7 527 habitants.

## Personnalités liées à la commune

### Personnalités nées à Glen Ridge
- voir : Catégorie:Naissance à Glen Ridge (New Jersey)